# Jan ten Cate
Jan ten Cate (Sneek, 29 januari 1828 - aldaar, 10 juni 1876) is een voormalig leerlooier, politicus, burgemeester en weldoener in Sneek.

## Afkomst
Ten Cate werd geboren als zoon van leerlooier en burgemeester Steven Theunis ten Cate en zijn vrouw Johanna Gerrits van Delden. Het gezin was afkomstig uit een vooraanstaand en vermogend doopsgezind geslacht dat oorspronkelijk uit de Achterhoek stamt. Hij huwde op 28 augustus 1851 zijn schoonzus Popkje Siebes Tuijmelaar. De familie bezat eek- of runmolen De Hoop met de bijbehorende vellebloterij aan de Woudvaart. Na de dood van zijn vader zette Jan met zijn broer Teunis het bedrijf voort (zijn broer was overigens ook zijn zwager).

## Tragisch gezinsleven
Hun eerste zoon, Steven (3 mei 1853) overleed tijdens zijn Leidse studentenperiode op het schip Hercules (23 oktober 1880). Zijn tweede zoon Siebe Johannes (27 januari 1859) maakte in Parijs, alwaar hij op 8 december 1908 overleed, carrière als schilder van impressionistische landschappen en stadsgezichten. Rond 7 januari 1864 werd de eerste dochter van het koppel geboren. Twee weken na haar geboorte verhuist het gezin naar het luxe woonhuis Wijde Noorderhorne 1. Deze eerste dochter, Anna Jeltje I, overleed op driejarige leeftijd. Na de verhuizing kreeg het gezin een zoon, Theunis (overleeft ouders). Ook dochter Berber bleef in leven. Dochters Johanna Francyntje (vijf jaar), Anna Jeltje  II (< 1 jaar) en, zoals gezegd, Anna Jeltje I overleden in hun vroege jeugd.

## Politieke carrière
Naast zijn werk in de leerlooierij vond Ten Cate het van belang zich te wijden aan het algemeen belang. Hij werd in 1867 tot gemeenteraadslid gekozen. In 1868 werd hij wethouder, waaronder ook het regentschap van de Sneker gevangenis viel. Toen burgemeester Hamerster Dijkstra afrad werd Jan ten Cate bij Koninklijk Besluit van 27 september 1873 benoemd tot burgemeester van Sneek. Zijn vader vervulde deze functie al tussen 1838 en 1854.

## Overlijden
Op 10 juni 1876 overleed Jan ten Cate op 48-jarige leeftijd. De Sneeker Courant kwam na het overlijden van Ten Cate met de volgende berichtgeving:

In de kracht zijns levens ging hij reeds van ons heen, na slechts gedurende ruim een tweetal jaren aan het hoofd onzer Gemeente te hebben gestaan. Zeker een kort tijdsbestek! En toch: ook weer lang genoeg om den rechtschapen, humanen man ook in zijn nieuwen werkkring te leeren hoogachten en waardeeren, en den kring zijner vrienden en vereerders aanmerkelijk uit te breiden.
Zullen velen, nu hij is heengegaan, een flinken raadsman, een waren vriend, ontbeeren - onze gemeente verliest in hem een zijner waardigste burgers, een man met een helder hoofd, een krachtigen arm en een warm hart; - zij mist een man, die steeds getoond heeft zich gaarne velerlei moeite en opofferingen te willen getroosten, waar het gold de bevordering van den bloei en het welzijn onzer gemeente, zoowel op zedelijk als stoffelijk gebied. 
Laat zijn spoedig heengaan een ledige plaats bij ons achter, die moeilijk op waardiger wijze zal kunnen worden ingenomen - de herinnering aan het goede dat hij voor ons gedaan heeft en nog had willen doen, - indien hem daartoe de tijd ware gegund - zal de nagedachtenis van den heer J. ten Cate onder de ingezetene van Sneek zeker langen tijd in gezegend aandenken doen blijven.
— Sneeker Courant, 14 juni 1876

Op 16 juni 1876 stond het dagelijks leven in Sneek even stil wanneer burgemeester Ten Cate werd begraven op de Algemene Begraafplaats. Alle bestuursorganen, leden van de gemeenteraad, alle gemeentelijke ambtenaren, alle leraren van alle scholen, alle doctoren, geestelijken, verenigingen, de leden van de rederijkerskamer (waarvan Ten Cate beschermheer en erelid was) en vele inwoners van de stad waren bij de uitvaart aanwezig. Bij het aankomen van de lijkstoet op de begraafplaats sprak onder meer de inmiddels aangestelde waarnemend burgemeester Van Driessen waarna het lichaam ter aarde werd besteld.
Na het overlijden van de weduwe van Ten Cate brachten de drie nog in leven zijnde kinderen (Steven, Berber, Siebe Johannes en Teunis) een boek uit over hun ouders. Het boek draagt de titel Losse Nagelaten Dichtregelen van J. ten Cate en is tegenwoordig nog in te zien in het Fries Scheepvaart Museum.